# KHAZAD
Meilleure cryptanalyse
Frédérik Muller en 2003
KHAZAD est un algorithme de chiffrement par bloc conçu par Paulo Barreto et Vincent Rijmen. Le nom de KHAZAD provient de Khazad-dûm, une des principales cités du peuple des nains dans l'univers du Seigneur des anneaux.
KHAZAD a été présenté au concours NESSIE en 2000 et après quelques modifications (la version initiale s'appelle KHAZAD-0), il fut sélectionné comme finaliste. L'algorithme possède huit tours d'un réseau de substitution permutation similaire au chiffrement SHARK. Il a une taille de bloc de 64 bits et une clé de 128 bits. KHAZAD utilise de manière intensive les involutions comme sous-composants dans sa structure, cette technique permet de minimiser les différences entre le chiffrement et le déchiffrement.
Les auteurs ont affirmé que KHAZAD ne serait jamais breveté et qu'il pouvait être utilisé libre de droits. En 2003, Frédérik Muller a découvert une attaque qui peut casser cinq des huit tours de KHAZAD. 